# Treppensteigung
| a. (Oberfläche) Stufe b. (Oberfläche) Setzstufe c. Freiraum d. (Kante) Antrittskante e. lichte Durchgangshöhe g. Auftritt h. Stufenhöhe („Steigung“) | H. Treppenhöhe l. Podestlänge P. Steigungslinie r. Unterschneidung t. Stufentiefe α. Steigungswinkel |

Steigungswinkel von Treppen und anderen Zugängen

Elemente und Maße einer Treppen unter Berücksichtigung der EN ISO 14122-3:2001

Als Treppensteigung bezeichnet man den Steigungswinkel (analog dazu das Steigungsverhältnis) einer Treppe oder eines anderen ortsfesten Zugangs wie Rampe, Treppenleiter oder Steigleiter, also wie steil diese Elemente sind. Die Steigung einer Treppe steht in unmittelbarer Verbindung mit der Geometrie der einzelnen Treppenstufen.
Nach EN ISO 14122-3:2001 wird auch die Steigehöhe (h) von einer Stufe zur nächsten als „Steigung“ bezeichnet.
Drückt man als Winkel aus, wie steil eine Treppe ist, spricht man vom Steigungswinkel. Dessen Tangens ist das Verhältnis h/g der Steigehöhe zum Auftritt (g). Er wird als Steigungsverhältnis bezeichnet. Der Auftritt bezeichnet dabei den horizontalen Abstand der Antrittskanten zweier aufeinander folgender Stufen zueinander. Das Steigungsverhältnis wird entweder in cm (z. B. 17/29), als Verhältniszahl (z. B. 1:1,7) oder in Prozent (z. B. 59 %) angegeben.

## Bemessung
- Sicherheitsregel (grün):
45cm < S + T < 47cm
- Bequemlichkeitsregel (gelb):
T - S = 12cm
- Schrittmaßregel (blau):
60cm < T + 2S < 66cm

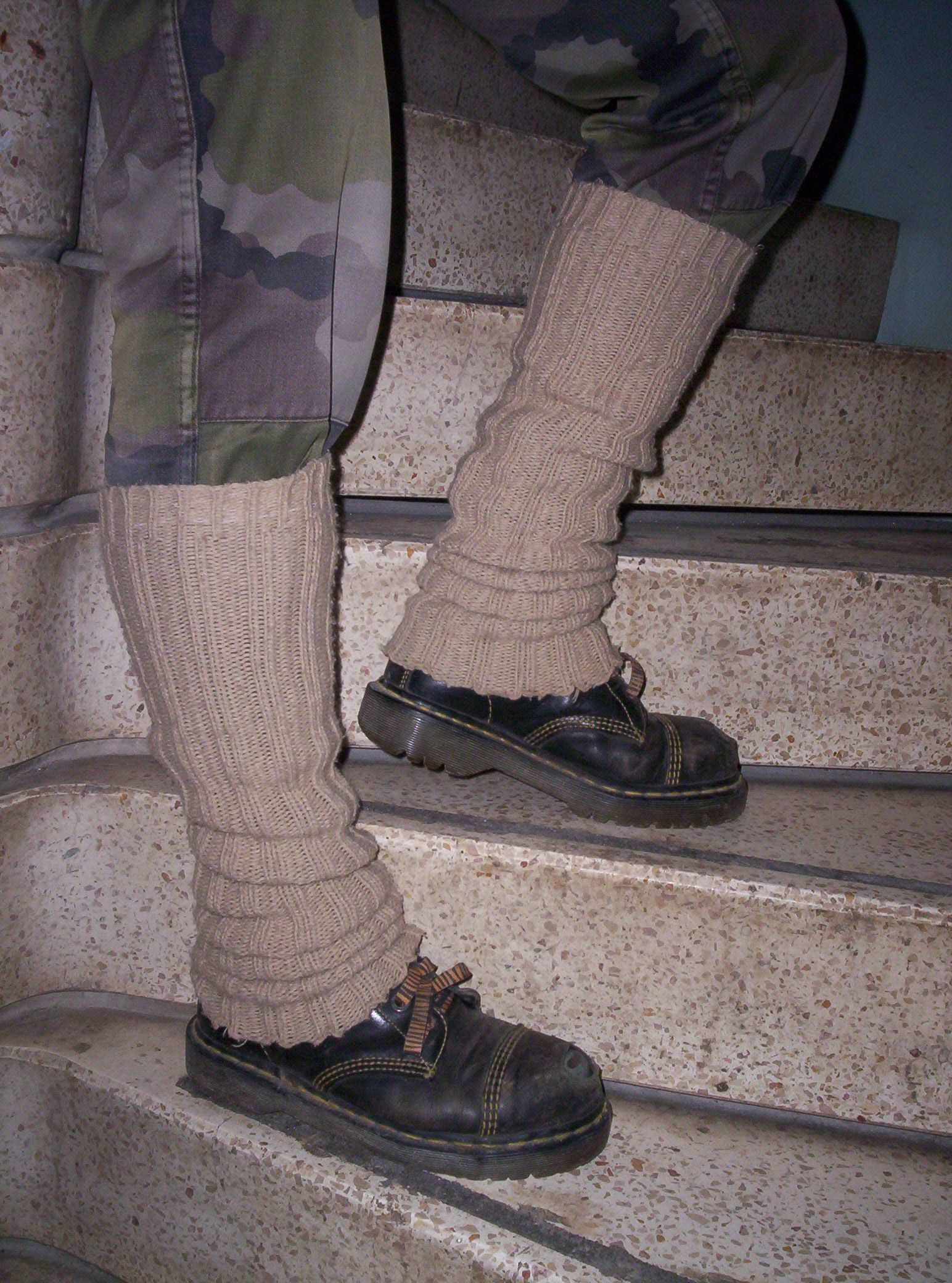
Die Schrittlänge des Menschen ist der Ausgangspunkt

Graphische Darstellung der wichtigsten Regeln zu Stufenhöhen (S) und Tiefe des Auftritts (hier T):- Sicherheitsregel (grün):
45cm < S + T < 47cm- Bequemlichkeitsregel (gelb):
T - S = 12cm- Schrittmaßregel (blau):
60cm < T + 2S < 66cm

Es gibt verschiedene Steigungsregeln wie die Schrittmaßregel, die Sicherheitsregel und die Bequemlichkeitsregel. Alle drei Regeln werden gleichzeitig optimal nur durch das Steigungsverhältnis 17/29 erfüllt (Steigungswinkel etwa 30°), das die bequemste Treppe liefert und mit dem geringsten Kräfteaufwand begangen werden kann. Trotz dieser beschriebenen Regeln gibt es eine Fülle von Variationsmöglichkeiten, die alle zu ausreichend gut begehbaren Treppen führen. Die entsprechenden Vorschriften sind in Bewegung und werden alle paar Jahrzehnte korrigiert, da sich die Größe der Menschen und damit ihre Schrittlänge ändert.

### Schrittmaßregel
Die Schrittmaßregel ist die üblicherweise angewendete Regel. Die Schrittlänge oder das Schrittmaß ist das Grundmaß für den Treppenbau. Sie ist die Differenz zwischen den Fersenhinterkanten der Füße bei einem Schritt. Bei einem normalgroßen Mitteleuropäer 63 bis 65 cm. Für Treppen in Kindergärten, die ausschließlich von Kindern begangen werden, können geringere Schrittlängen angenommen werden.
Der französische Mathematiker, Ingenieur und Architekt François Blondel (1617–1686) hat als erster die Stufenmaße wissenschaftlich erforscht und legte in seinem Buch Cours d’architecture von 1683 den Stufenmaßen die Länge des menschlichen Schrittes zugrunde. Weil sich der Schritt beim Steigen verkürzt, benutzte er die Formel A + 2×S = 65 cm, die näherungsweise noch heute gültig ist.
Weil der Mensch unterschiedlich groß ist, gibt es letztendlich kein einheitlich bequem und sicher zu begehendes Steigungsverhältnis. Die Norm DIN EN ISO 14122-3 besagt daher, dass das Steigungsverhältnis mit A + 2×S = 60 cm bis 66 cm geplant werden kann, die DIN-Norm 18065 nennt ein Schrittmaß von 590–650 mm.
```
  Formel: 60 ≤ 
A
 + 2×
S
 ≤ 66 (d.
 
h. im Mittel 63
[
1
]
)
```

### Sicherheitsregel
Ebenfalls von Blondel entwickelt wurde die Sicherheitsregel für die sichere Begehbarkeit einer Treppe. Die Regel lautet: A + S = 46 cm.
```
  Formel: 45 ≤ 
A
 + 
S
 ≤ 47 (d.
 
h. im Mittel 46)
```

- Grenzwerte für Auftritt und Steigung:
  - Auftritt: 26 ≤ A ≤ 32 (d. h. im Mittel 29)
  - Steigung: 14 ≤ S ≤ 20 (d. h. im Mittel 17)

### Bequemlichkeitsregel
François Blondel entwickelte auch eine Regel für eine bequeme Begehbarkeit der Treppe. Anfang des 20. Jahrhunderts versuchte Gunther Lehmann vom Kaiser-Wilhelm-Institut für Arbeitsphysiologie in Dortmund, die günstigste Treppengeometrie durch Experimente mit 1000 Personen zu ermitteln. Er ließ diese Personen verschiedenste Steigungsverhältnisse laufen und maß den Kräfteverbrauch. Er kam zum selben Ergebnis:
```
  Formel: 
A
 − 
S
 = 12 (d.
 
h. im Mittel 12)
```

### Weitere Regeln
- Im Verlauf eines Treppenlaufes bzw. im Verlauf einer Geschosshöhe sollte die Steigung aus Gründen der Sicherheit immer gleich groß sein.
- Es gibt auch noch die Steigungsregeln nach Alwin Seifert, der sich über Jahrzehnte mit dem entspannten Begehen von Treppen befasste. Er hat einen Zusammenhang von anzunehmendem Schrittmaß und Steigungsverhältnis erkannt. Dieser lautet: Je steiler die Treppe, desto kürzer das Schrittmaß. Er ermittelte, dass das Verhältnis 8/62 bei einem Schritt von 78 cm oder 16/30 bei einem Schritt von 62 cm bequeme Treppen ergibt.
- Eine weitere Berechnungsmethode stammt von Hellmut Müller. Für Treppen die aus Platzgründen nicht nach der Regel nach François Blondel berechnet werden können, schlägt er die Berechnungsformel S = 9,0 cos (2,9 A – 14) + 14 vor. Damit können alle Treppen berechnet werden, die man auch vorwärts herabsteigt, einschließlich Steiltreppen mit wechselseitig ausgesparten Stufen.[2]

## Geschichte
Es wird vermutet, dass bereits um die Zeitenwende die Römer Wissen über gute Treppenkonstruktionen hatten, weil etliche Überreste ihrer Bauwerke Treppen hatten, die den heutigen Vorschriften nahekommen.
Im Jahr 1937 war für Eigenheime noch keine Einschränkung im Treppenbau vorhanden, als Empfehlung wurde 20/20 (cm Steigung/Auftritt) genannt, 17/29 galt als bequem (und damit sicher), Freitreppen sollten nicht flacher als 13/37 sein. Von 45° bis 75° sprach man von Maschinentreppen, alles über 75° waren Leitern.

## Aktuell gültige Vorschriften

### Deutschland
Die Festlegungen über die Anlage von Treppen sind in den Bauordnungen der Länder festgeschrieben, die maßlichen Anforderungen werden in DIN 18065 geregelt. Bei Eigenheimen oder kleineren Wohngebäuden versucht man, möglichst nahe an die Bequemlichkeitsformel zu projektieren, bei öffentlichen Gebäuden wird angestrebt, die Sicherheitsformel zu erreichen. Weitere Vorschriften rund um den Treppenbau wie das Anordnen von Podesten nach einer bestimmten Anzahl Stufen, die Treppenbreite, Höhe der Handläufe usw. sind darauf gerichtet, einerseits möglichst ermüdungsarm die Treppe hinaufzukommen, andererseits sollen sie im Fall einer Panik die Möglichkeit bieten, das Gebäude möglichst schnell und sicher zu verlassen. Diese Sicherheitsanforderungen gelten für Rekonstruktionen und historische Gebäude nur bedingt, selbst wenn öffentlicher Personenverkehr stattfindet.

## Aktuell übliche Steigungswinkel

### Kleiner als 20°

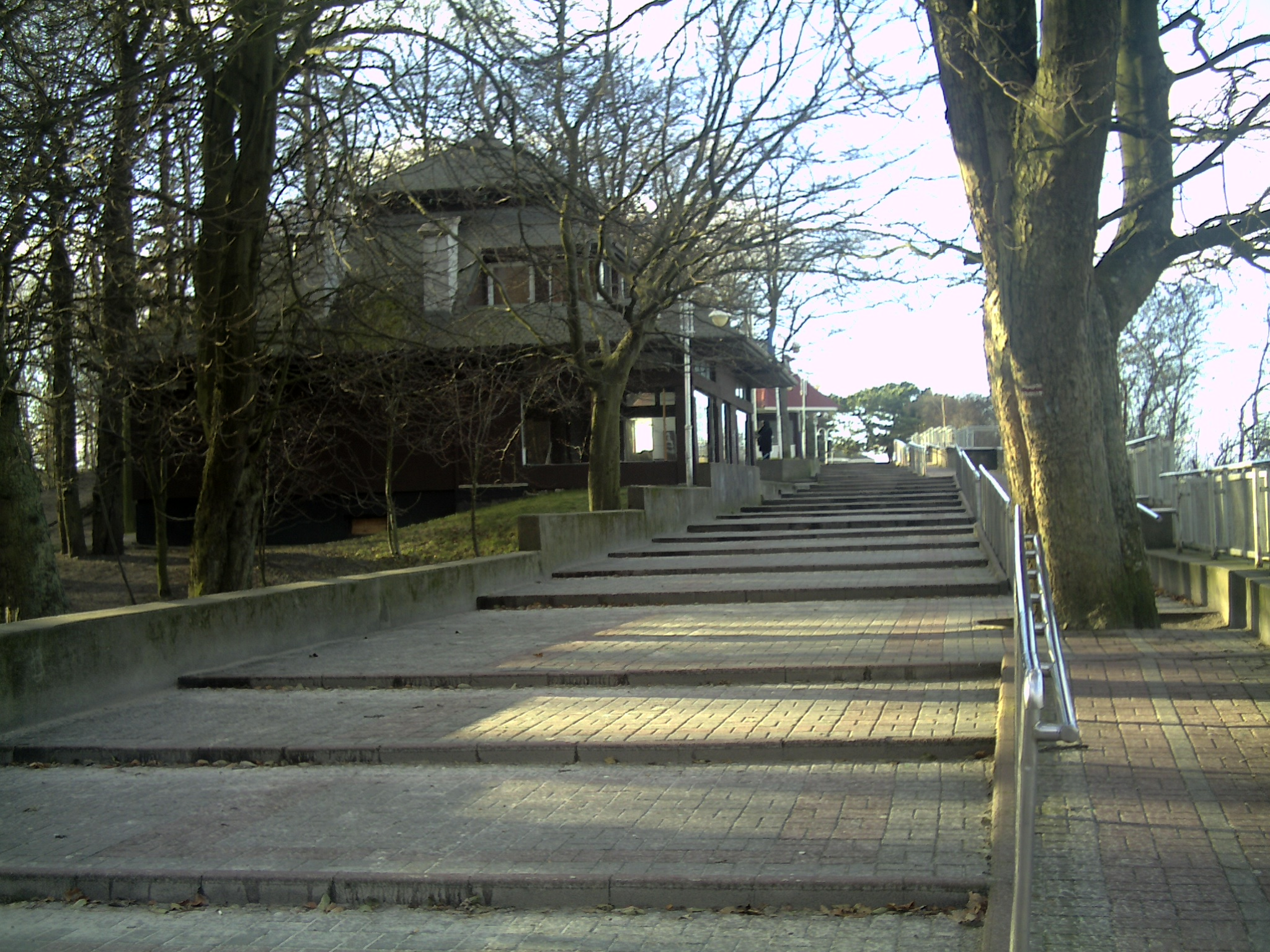
Treppenrampe

Hierbei gilt, dass ortsfeste Zugänge mit einem Neigungswinkel unter 20° (A) als Rampen zählen. Eine Treppenrampe ist eine Mischkonstruktion aus Treppe und Rampe. Die Stufen haben eine meist mehrere Schrittlängen große Tiefe und sind stark geneigt. Es ermöglicht einen bequemen Anstieg bei einer größeren Höhendifferenz, ohne Zwischenpodeste anordnen zu müssen.

Siehe auch: 

### 20°–45°
Ortsfeste Zugänge mit einem Neigungswinkel zwischen 20° und 45° (B) sind die eigentlichen Treppen.
Die Norm fordert eine Unterschneidung oder einen Untertritt bei offenen Treppen ohne Setzstufen und bei Treppen mit Auftritten, die kleiner als 26 cm sind. Die darüberliegende Stufe ist um mindestens 3 cm zu unterschneiden. Das bedeutet, dass die Hinterkante der Stufe mindestens 3 cm hinter der Vorderkante der nächsten Stufe liegt. Die Unterschneidung wird nicht zum Auftritt dazugerechnet. Bei beengten Situationen kann jedoch ein Untertritt bis 3 cm zum Auftritt hinzugerechnet werden. Da Unterschneidungen Stolpergefahren bergen, sind sie bei Treppen für Kinder, Kranke und behinderte Menschen ungeeignet. Daher sollten dort flache Treppen mit Setzstufen zum Einsatz kommen.

### 45°–75°
Treppen mit einem Neigungswinkel zwischen 45° und 75° (C) sind vor allem im industriellen Bereich zu finden; diese werden als Treppenleitern bezeichnet. Auch Anlegeleitern sind nach Feuerwehrdienstvorschrift (gängige Erläuterungen zu §21 FWDV10) mit 65°-75° aufzustellen.

### Größer als 75°
Treppen mit einem Neigungswinkel über 75° (D) werden als Steigleiter bezeichnet.